# لیلیانا گافنچو
لیلیانا گافنچو (به رومانیایی: Liliana Gafencu) ورزشکار زن رشتهٔ روئینگ اهل کشور رومانی است. وی در بین سال‌های ‎۱۹۹۶ تا ۲۰۰۴ میلادی در مسابقات بازی‌های المپیک تابستانی در مجموع ۳ مدال طلا را کسب کرد.